# Krisztina Raksányi
Krisztina Raksányi le 26 septembre 1991 à Altötting, est une joueuse hongroise de basket-ball.

## Biographie
En 2019-2020, elle joue avec UNI Győr et dispute l’Eurocoupe pour 11,7 points par match en 30 minutes. Durant l'été 2020, elle signe un contrat professionnel en LFB avec Tarbes pour suppléer l'indisponibilité en début de saison de l'américaine Jazmine Jones retenue en WNBA,. Elle quitte le club au terme de son contrat en octobre 2020 avec deux rencontres disputées pour en moyenne 4,5 points par rencontre.
Elle participe au championnat d'Europe de 2015 et de 2017. En 2019, ses statistiques étaient de 7,8 points et 2,8 passes décisives en 30 minutes de jeu.

## Équipes
- 2010-2012 :  MiZo Pécs
- 2012-2013 :  Uni Győr
- 2013-2013 :  ŽKK Novi Zagreb
- 2013-2017 :  PINKK-Pécsi 424
- 2018-2020 :  Uni Győr
- 2020-2020 :  Tarbes Gespe Bigorre
- 2020-2021 :  Clarinos Tenerife